# Алуноген
Алуноген — минерал, водный сульфат алюминия. Название означает «производный от квасцов». Другое название — алюноген.

## Общее описание
Содержит (%): Al2O3 — 14,9; SO3 — 35,09; H2O — 50,01.
Сингония триклинная. Формы выделения: волокнистые массы или корки, реже призматические кристаллы.
Плотность 1,65. Твёрдость 1,5-2.
Цвет белый до желтоватого или красноватого за счет примесей. Блеск шелковистый до стеклянного. Образует плотные лоскуты, иногда асбестоподобные массы.
Встречается в зоне окисления пиритов и районах вулканической деятельности. Заполняет трещины в угле, глинистых сланцах и в железных жилах. Ассоциирует с серой и гипсом в отложениях  фумарол.